# Teraźniejsza Prawda
Teraźniejsza Prawda i Zwiastun Chrystusowej Epifanii (ang. The Present Truth and Herald of Christ's Epiphany) – kwartalnik chrześcijański wydawany od 1920 przez Laymen's Home Missionary Movement. Pierwszy okazjonalny numer w języku angielskim ukazał się 9 grudnia 1918 roku. Pierwszym redaktorem pisma był Paul S.L. Johnson. Ukazuje się w 9 językach, z częstotliwością od jednego do czterech numerów w roku.

## Historia czasopisma w Polsce
Pierwszy numer Teraźniejszej Prawdy w języku polskim ukazał się w 1921 roku w Stanach Zjednoczonych. Po dwuletniej przerwie spowodowanej brakiem zainteresowania polską edycją, pismo od numeru drugiego, w styczniu 1923 roku zaczęło się ukazywać regularnie jako dwumiesięcznik. Po wznowieniu wydawania P.S.L. Johnson rozsyłał czasopismo bezpłatnie na wszystkie adresy Badaczy Pisma Świętego dostarczone przez jego zwolenników skutkiem czego trafiało ono nawet do osób, które sobie tego nie życzyły i było odsyłane na adres redakcji. Z tego względu od 1924 roku wydawca wprowadził subskrypcję. Podczas II wojny światowej Teraźniejsza Prawda w języku polskim się nie ukazywała, ostatni numer 102 ukazał się we wrześniu 1939 roku, a następny 103 w styczniu roku 1946.
Zarządzeniem z 3 maja 1952 roku Marian Mikołajczyk pełniący obowiązki Naczelnego Dyrektora Głównego Urzędu Kontroli Prasy Publikacyj i Widowisk odebrał debit pocztowy na sprowadzanie Teraźniejszej Prawdy do Polski z zagranicy – ostatni numer dotarł w maju 1952. Ostatni numer oficjalnie powielono w Polsce w listopadzie 1952 ale na kolejne nie wyraziła zgody cenzura. Kolejne numery do 174 nielegalnie sprowadzał i odbijał na powielaczu w nakładzie ok. 500 egz. zbór w Lublinie. W listopadzie 1957 roku ukazał się pierwszy numer oficjalnie wydany w Polsce (175). Numer ten miał nakład 1350 egzemplarzy i był drukowany na powielaczu. W 2013 roku nakład w języku polskim wyniósł 2000 egz. Pismo ma objętość 16 stron.

## Tematyka
Czasopismo jest w całości poświęcone omawianiu tematyki biblijnej oraz różnych aspektów codziennego życia chrześcijańskiego. Porusza tematy związane z ewangelizacją, wychowaniem i życiem społecznym. Wszelkie podejmowane zagadnienia są konfrontowane z treścią Pisma Świętego, jako jedynej reguły wiary. Porusza bardziej zaawansowane tematy teologiczne niż Sztandar Biblijny.

## Siedziba
Świecki Ruch Misyjny „Epifania”
Poznań